# Erich Gentsch

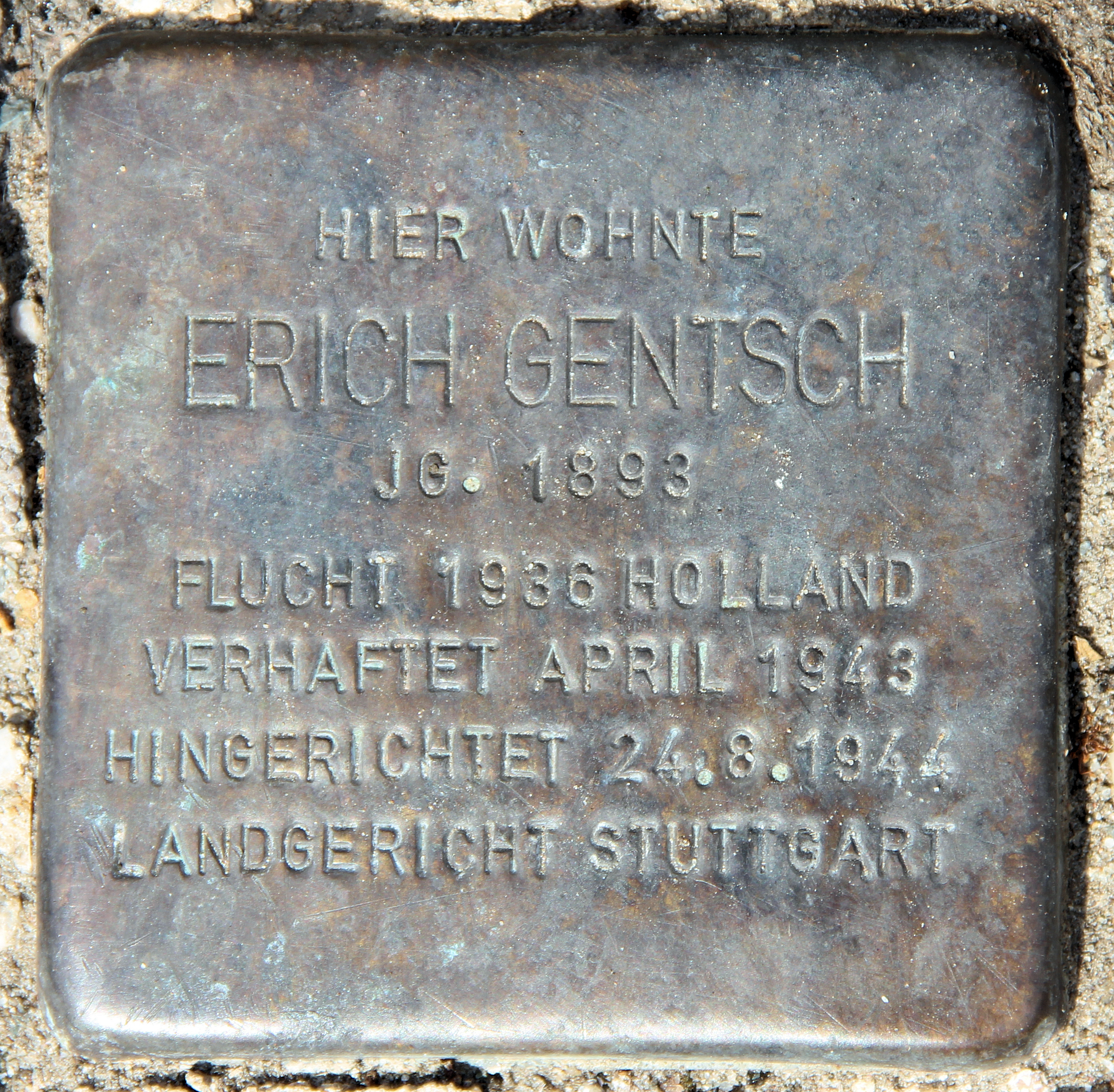
Stolperstein für Erich Gentsch vor dem Haus Äneasstraße 8 in Berlin-Mariendorf

Erich Gentsch (* 1. August 1893 in Altenburg; † 24. August 1944 in Stuttgart) war ein deutscher Kommunist und Widerstandskämpfer gegen das NS-Regime.
Erich Gentsch war das dritte von sieben Kindern eines Metallschleifers aus Altenburg; der Vater war aktives SPD-Mitglied. Von 1908 bis 1910 lernte Erich Gentsch in Leipzig den Beruf eines Bauschlossers und trat 1911 der SPD bei. 1913 hatte er einen Arbeitsunfall, bei dem er drei Finger der rechten Hand verlor und in der Folge nicht mehr wehrtauglich war.
Schon während des Ersten Weltkriegs engagierte sich Gentsch im Spartakusbund in Stuttgart, wurde 1919 Gründungsmitglied der KPD und 1920 Betriebsratsvorsitzender bei der Daimler AG. 1921 Redakteur der Schlesischen Arbeiter-Zeitung und Untersuchungshaft wegen Hochverrat in Breslau. 1922 Umzug nach Berlin. In den folgenden Jahren übernahm er verschiedene hauptamtliche Funktionen in der Partei, unter anderem war er von 1924 bis 1928 Redakteur der Roten Fahne in Berlin. 1925 wurde er wegen Beleidigung der Regierung zu sieben Monaten Gefängnis verurteilt, die er in Cottbus verbüßte. Ab 1927 war er Mitglied im Rotfrontkämpferbund. 1930 wurde er Erster Sekretär und Bezirksausschussleiter der Revolutionären Gewerkschafts-Opposition (RGO) in Berlin-Brandenburg. Ende 1932 löste ihn Paul Albrecht von dieser Funktion ab. Mitte Januar 1933 wurde Erich Gentsch zum Vorsitzenden des Einheitsverbandes der Metallarbeiter Berlins gewählt. Er löste in dieser Funktion Paul Peschke ab.
Nach der „Machtergreifung“ durch die Nationalsozialisten Ende Januar 1933 wurde Erich Gentsch das erste Mal verhaftet, er kam jedoch zunächst wieder frei. In der Nacht des Reichstagsbrandes vom 27. auf den 28. Februar 1933 wurde er erneut verhaftet, doch auch diesmal nach wenigen Tagen wieder freigelassen. Für Februar 1933 ist seine Inhaftierung im SA-Gefängnis Papestraße in Tempelhof bekannt, wo er sehr wahrscheinlich auch misshandelt worden ist. Die nächste Festnahme erfolgte im April 1933, nachdem Gentsch noch im März als Stadtverordneter für den Wahlkreis 11 in Berlin-Neukölln gewählt worden war. Er war bis September 1933 im Strafgefängnis Berlin-Spandau und im KZ Sonnenburg inhaftiert. 1934 emigrierte Gentsch in das Saargebiet und beteiligte sich dort am Abstimmungskampf gegen dessen Anschluss an das Deutsche Reich. 1935 leitete er von Prag aus die Grenzarbeit der KPD und übernahm dann von April 1936 bis 1939 zusammen mit Paul Bertz und Hans Teubner die Abschnittsleitung der KPD in Amsterdam; seine Frau Erna (am 9. Juni 1893 in Erfurt geborene Kuhn) folgte ihm mit den zwei Töchtern dorthin. Nach Kriegsausbruch führte er die illegale Arbeit unter dem Decknamen „Alwin“ von Amsterdam aus weiter.
Nach der deutschen Besetzung Amsterdams tauchte Gentsch unter falschem Namen unter. Er hielt aber weiterhin den Kontakt zu anderen Kommunisten im Untergrund aufrecht und beteiligte sich an der Erstellung und Verbreitung illegalen Materials, insbesondere an der Verbreitung der alle zwei bis drei Monate erscheinenden Broschüre Die Freiheit, die in Brüssel gedruckt und vor allem in Holland verbreitet wurde.
Nach den unter Folter erpressten Aussagen von Wilhelm Knöchel am 23. April 1943 wurden Erich Gentsch und seine Frau Erna von der Gestapo bei der Verbreitung der  Freiheit verhaftet. Er wurde wegen „Vorbereitung zum Hochverrat“ und „Feindbegünstigung“ vor Gericht gestellt. Am 6. April 1944 schrieb Erna aus der Haft in Düsseldorf einen Abschiedsbrief an ihren Mann. Am 23. Juni 1944 wurde Gentsch in Nürnberg vom Volksgerichtshof unter Roland Freisler zum Tode verurteilt und am 24. August 1944 in Stuttgart auf dem Schafott enthauptet. Kurz vor Hinrichtung soll er noch „Nieder mit Hitler!“ gerufen haben. Gentschs Leiche wurde für Unterrichtszwecke in das Anatomieinstitut der Universität Tübingen gebracht, anschließend im Krematorium des Reutlinger Friedhofs „Unter den Linden“ eingeäschert und auf dem Gräberfeld X des Tübinger Stadtfriedhofs bestattet.
Gentschs Frau Erna kam am 5. Februar 1945 im KZ Ravensbrück ums Leben. Die beiden Töchter Hildegard (1915–1960) und Ilse (1917–1983) unterstützten ihre Eltern im Widerstandskampf. Ilse Gentsch wurde 1943 verhaftet und zu einem Jahr Gefängnis verurteilt. Nach 1945 wurde sie hauptamtliche Funktionärin der Freien Deutschen Jugend und der SED in der DDR. Später war sie wissenschaftliche Mitarbeiterin am Institut für Marxismus-Leninismus beim ZK der SED in Ost-Berlin.
Seit dem 17. November 2008 liegen vor den Häusern Äneasstraße 8 in Berlin-Mariendorf sowie Markgrafendamm 11 in Berlin-Friedrichshain, zwei Berliner Adressen von Erich Gentsch, zum Andenken an ihn zwei Stolpersteine.(Lage des Stolpersteins)